# Castellers de Gràcia
Pour les articles homonymes, voir Gracia.

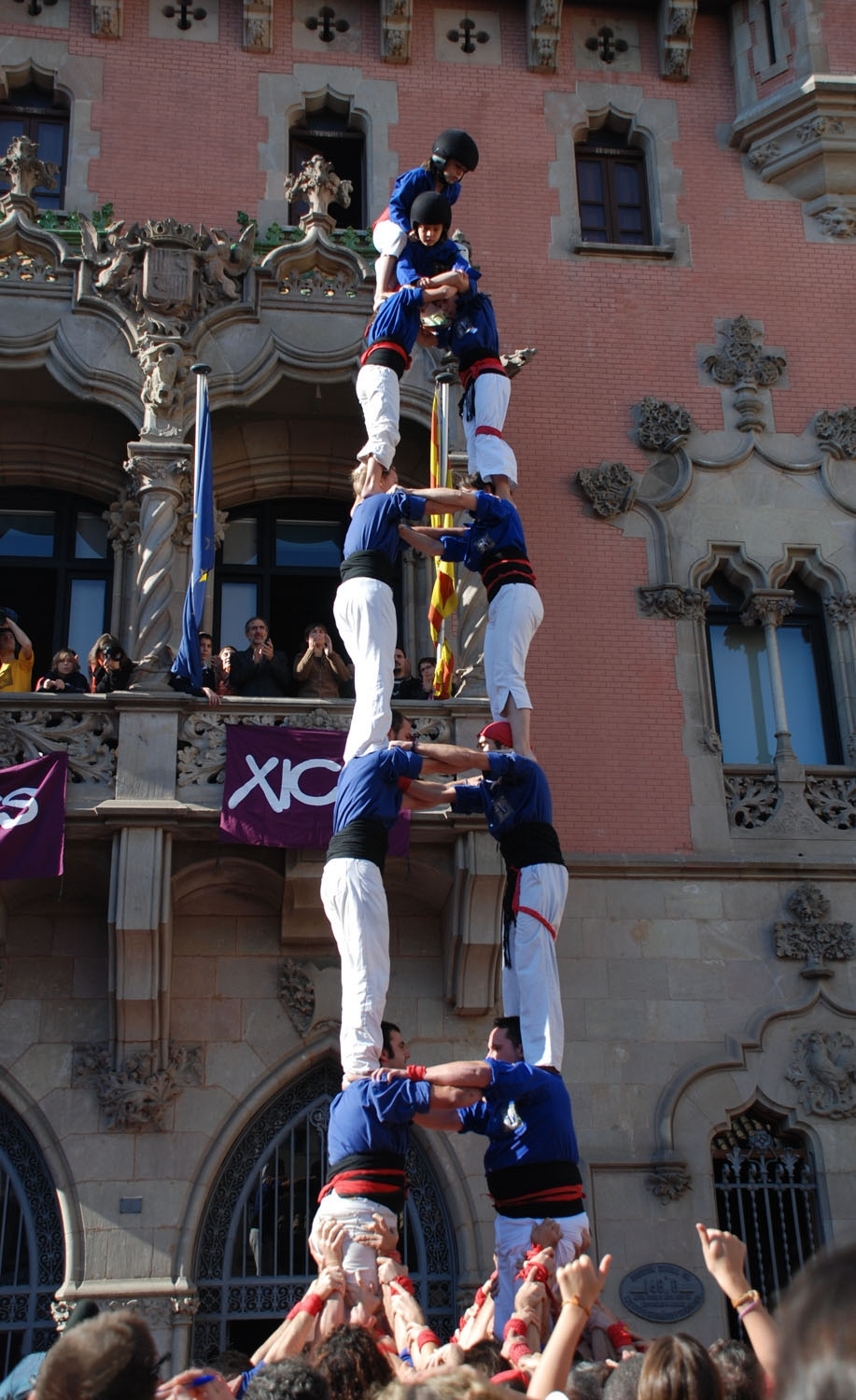
2 de 7 des Castellers de la Vila de Gràcia à Granollers (Novembre 2007)

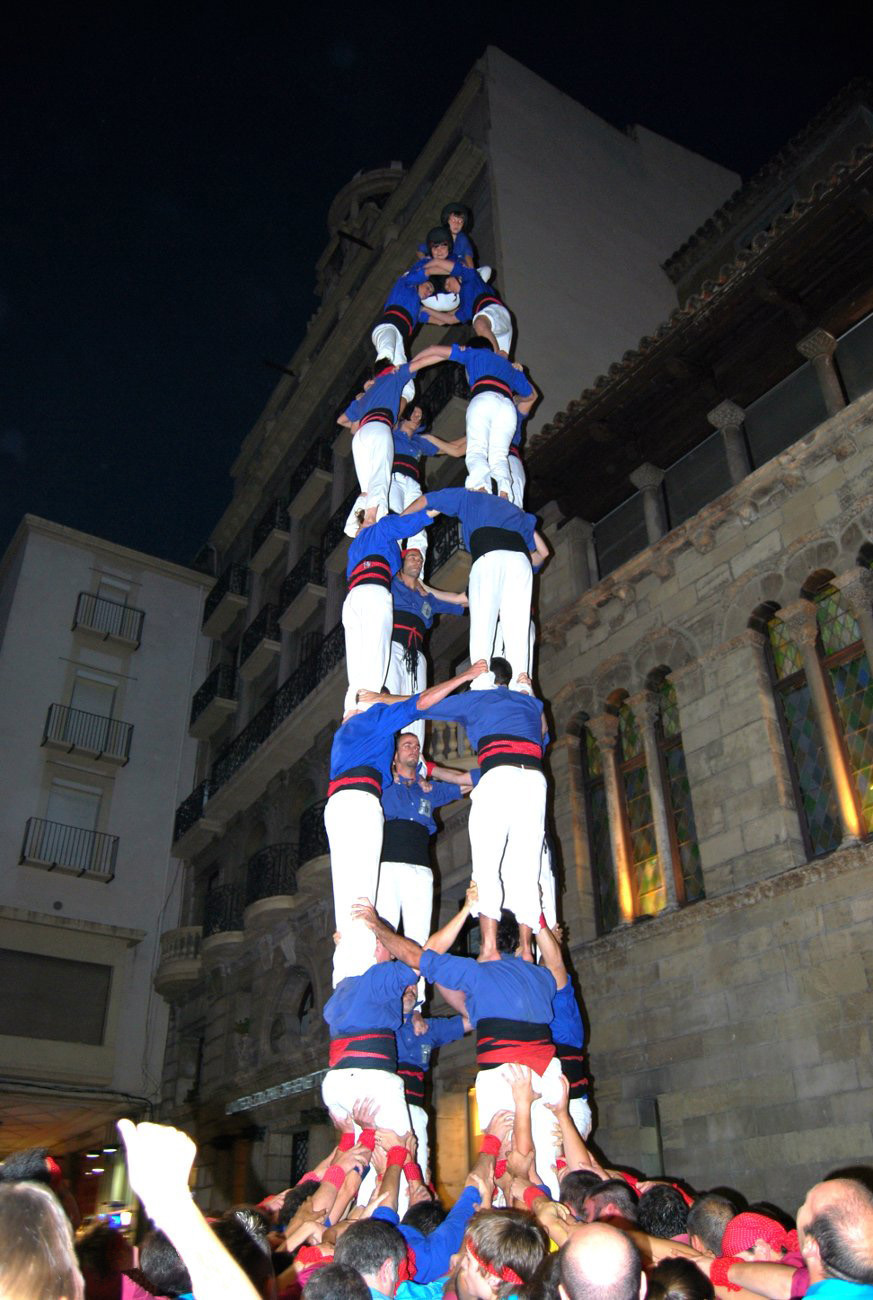
4 de 8 des Castellers de la Vila de Gràcia à Lleida (24-10-2009)

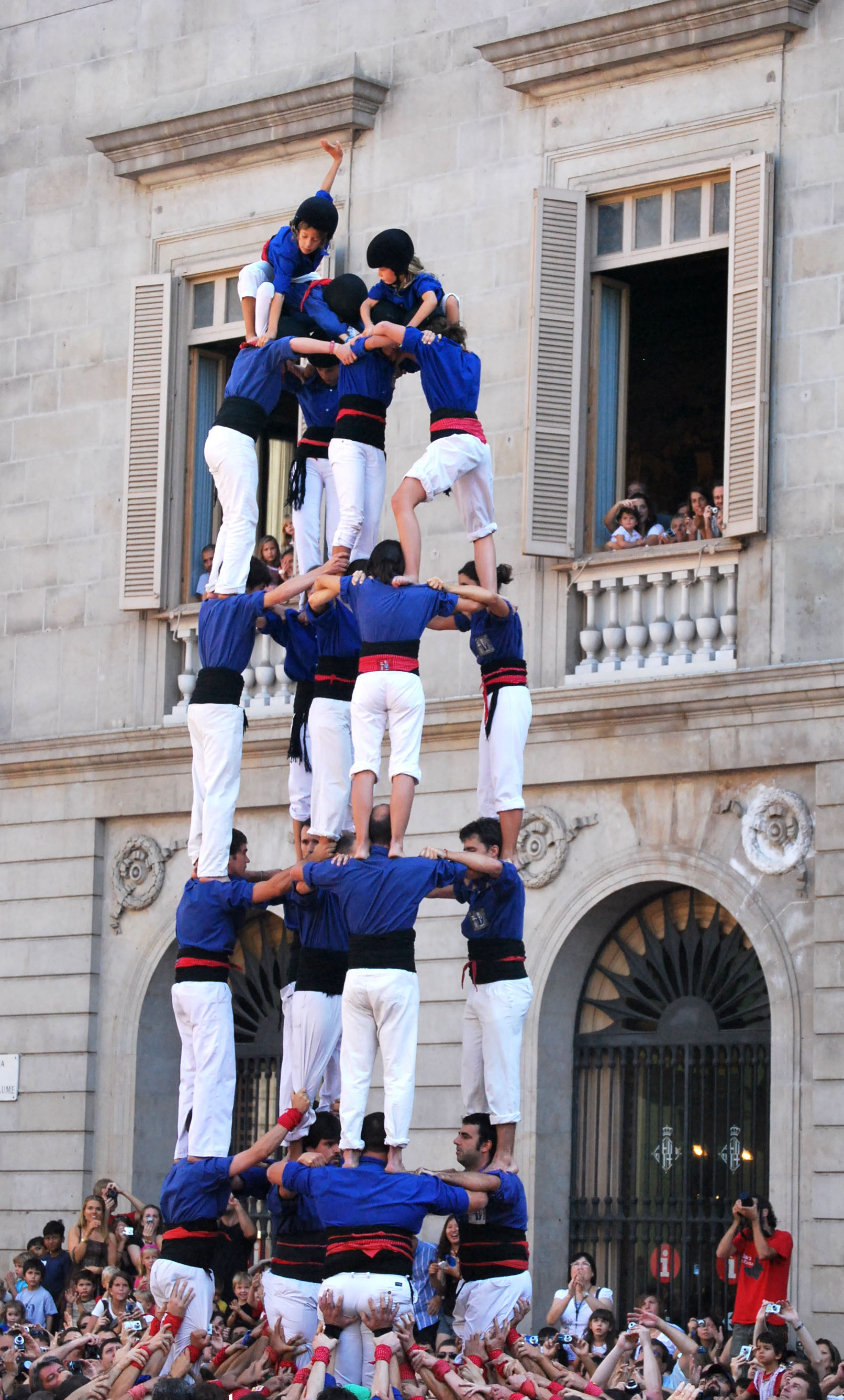
5 de 7 la journée de La Mercè (24/09/2009)

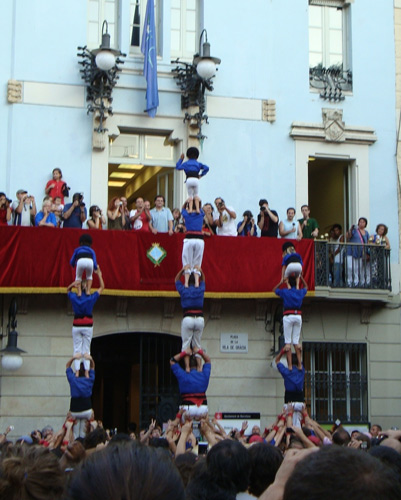
Vano de cinc des Castellers de la Vila de Gràcia à la Place de la Vila de Gràcia pendant la Festa Major de Gràcia (22/08/2009)

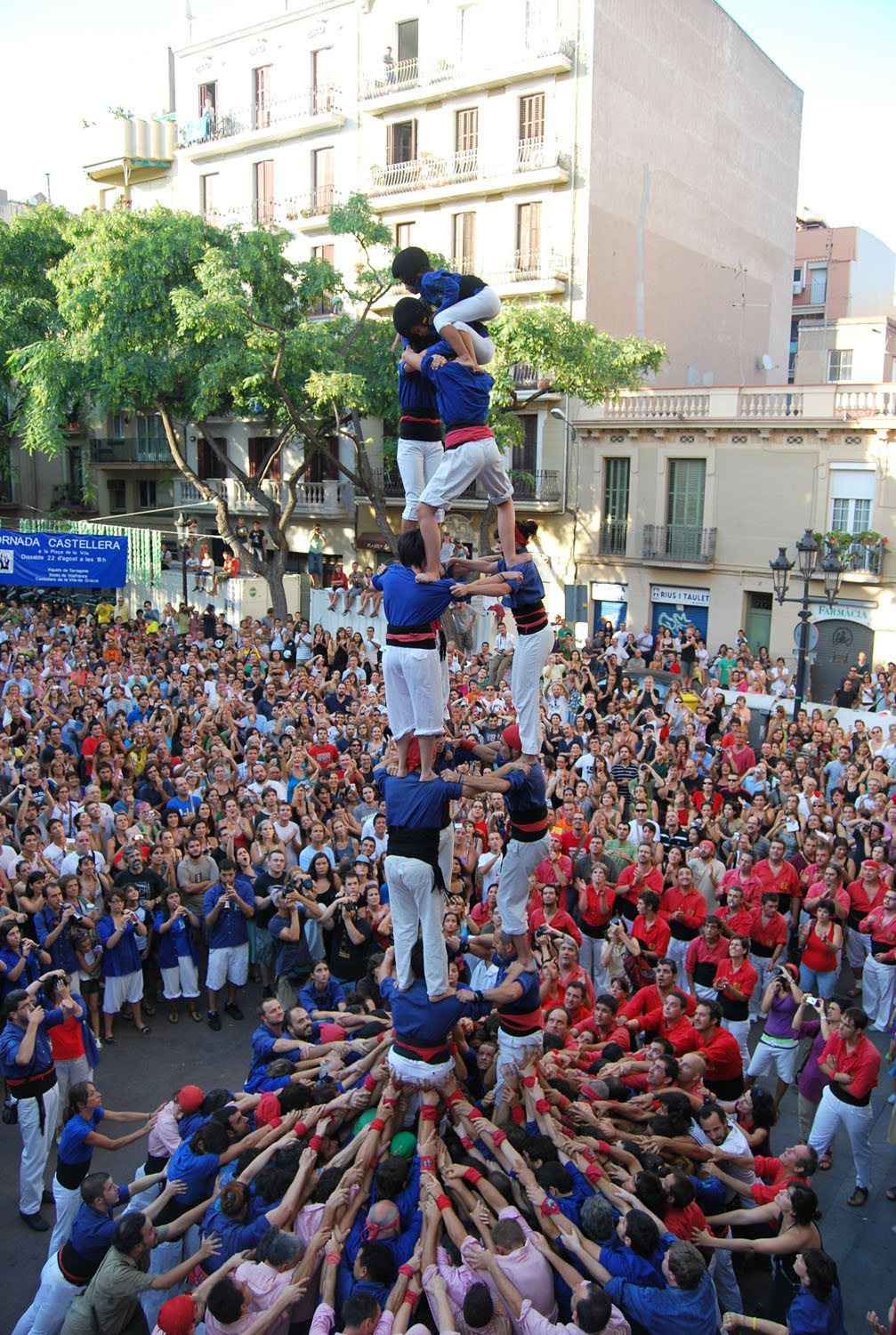
3 de 7 par-dessous. Festa Major de Gràcia (22/08/2009)

Les Castellers de la Vila de Gràcia sont une colla castellera du quartier de Gràcia (à Barcelone) fondée en 1996, et qui a pour objectif de construire des tours humaines. Ils ont été parrainés par la colla des Castellers de Terrassa (Terrassa), celle des Castellers de Sants (Barcelone) et celle des Castellers de Sant Andreu de la Barca (Barcelone). La couleur de leur chemise est le bleu marine.
Le premier 4 de 8 (château d’une hauteur de 8 étages et 4 personnes par étage) déchargé par l’équipe de Gràcia (décharger veut dire faire le château sans tomber) eut lieu le 17 août 2003 à la Place de la Vila de Gràcia lors de la journée castellera  de Festa Major de Gràcia.
La meilleure actuation de leur histoire est 4 de 8, 3 de 8 et 2 de 7.
Jusqu’en 2010, les Castellers de la Vila de Gràcia ont participé 5 fois au Concours de Châteaux qui a lieu tous les deux ans à Tarragone: 2002, 2004, 2006,2008 et 2010.
Ils sont connus populairement comme la colla dels blaus (l’équipe des bleus), pour la couleur de leur chemise ou la colla dels estudiants (l’équipe des étudiants, car ses membres sont traditionnellement jeunes).
Les Castellers de la Vila de Gràcia apparaissent brièvement dans le film L'Auberge espagnole de Cédric Klapisch.

## Histoire
Les châteaux à Gràcia ne sont pas une nouveauté. Il y a des références historiques datant de la fin du XIXe siècle et jusqu’au début des années trente du XXe siècle. Vers 1890, une équipe se constitua formée de personnes provenant des environs de Tarragone qui migrèrent en raison de la crise de la filoxère, les Xiquets de Gràcia. Il est possible que ces nouveaux arrivants trouvèrent dans l’ambiance populaire de celle qui était encore Vila de Gràcia, l’atmosphère propice pour développer une activité castellera en créant une colla local. On a trouvé des références disant que cette colla fit des châteaux en public, depuis les années 1880, entre 1900 et 1910 et durant la deuxième décennie du XXe siècle. La plupart des représentations eurent lieu pendant la Festa Major de Gràcia.

### Les débuts
Cependant, l’histoire des actuels Castellers de la Vila de Gràcia a commencé au début des années 1990, quand un groupe de jeunes du réseau associatif de Gràcia, passionné de châteaux, commencèrent à parler de la possibilité de créer une colla castellera. Cette idée commença à prendre forme quand ils se décidèrent à organiser la première réunion en octobre 1996 et commença le bouche-à-oreille. C’est ainsi que fut organiser le premier entraînement le 23 novembre de cette même année à la Plaça del Sol, où se réunirent une trentaine de personnes.
La première apparition publique de la nouvelle colla de Gràcia a eu lieu en février 1997 lors de la diada castellera de Santa Eulàlia à la place Sant Jaume de Barcelone, où ils ont fait deux pilars de 4 (une personne par étage, 4 étages ; cette construction est considérée comme la plus facile de tout le répertoire). La première représentation à la Plaça de la Vila de Gràcia, considérée comme la propre place de la colla a eu lieu le 4 mars 1997, cette représentation a convoqué une soixantaine de castellers et plusieurs constructions simples ont été réalisées.

### Les premiers châteaux
La présentation officielle au monde casteller eut lieu le 4 mai 1997. Parrainés par les Castellers de Terrassa, les Castellers de Sants et les Castellers de Sant Andreu de la Barca, ils ont couronné leurs premiers châteaux de 6 étages. Cette première saison fut une époque pleine de hauts et de bas, même si le travail réalisé durant l’année donna finalement ses fruits avec la construction d’un château de 7 étages, le 4 de 7 pour la Diada, le 23 novembre.

### Des châteaux de 7 à ceux de 8
Durant les années suivantes, la colla de Gràcia a évolué positivement en se consolidant en tant que colla de 7, jusqu’au 6 octobre 2002, où lors du XIX Concours de châteaux de Tarragone, ils ont chargé le premier 4 de 8 de leur histoire après avoir déchargé au tour précédent le premier 2 de 7. Depuis 2002, les Castellers de la Vila de Gràcia ont fait chaque année un 4 de 8, commençant aujourd’hui à se consolider en tant que colla de 8 et en tant qu’une des 15-20 premières meilleures colles du panorama casteller actuel.
La colla de Gràcia compte aussi depuis les premiers mois de son existence d’un groupe de grallers, qui est aussi une école de gralles pour tous ceux qui veulent jouer de la gralla pendant les différentes activités castelleres.
En 1999, les Castellers de la Vila de Gràcia ont reçu la Médaille d’honneur de Barcelone. Ils sont aussi membres des Colles de Cultura Popular de Gràcia (Groupes de Culture Populaire de Gràcia).
En 2013, pendant la Festa Major de Gràcia,  la "jornada castellera" a été suspendue, après qu'un casteller ait été grièvement blessé à la suite d'un effondrement pendant un « 5 de 8 » devant la mairie du district de Gracia,.

## Entraînements
Les Castellers de la Vila de Gràcia ont eu comme local d’entraînement différents espaces du quartier, parmi lesquels l’école Josep Maria Jujol, L’Artesà de Gràcia et l’ancienne école OSL. Actuellement, et ce depuis 2002, le local d’entraînement se situe à l’école Reina Violant (c. Trilla, 18 de Gràcia). Les entraînement ont lieu tous les mardis et vendredis de 20h à 23h.

## Autres activités
Depuis 1998, les Castellers de la Vila de Gràcia produisent l’émission de radio sur les castellers "Terços amunt!", sur les ondes de Ràdio Gràcia. Ce programme de radio s’est émis sans interruption jusqu’à aujourd’hui. En 2010, Terços amunt a reçu le prix Vila de Gràcia à la meilleure initiative de communication.
Ils possédèrent aussi une revue trimestrielle que a été publiée jusqu’en 2004, appelée L'Espadat. 
Mais l’activité extracasteller la plus importante organisée par les Castellers de la Vila de Gràcia est l’organisation, depuis 2001, de la décoration de la Plaça de la Vila de Gràcia dans le cadre de la Festa Major de Gràcia.'

## Participation au concours de Tarragone
Les Castellers de la Vila de Gràcia ont participé à cinq éditions du concours de Tarragone. Entre parenthèses et en gras, la position finale.
- XIX Concurs de castells de Tarragone (2002): 2 de 7, 4 de 8c, 5 de 7 (13)
- XX Concurs de castells de Tarragone (2004): 4 de 8i, 4 d 8c, 5 de 7, 4 de 7a (14)
- XXI Concurs de castells de Tarragone (2006): 2 de 7c, 4 de 8c (16)
- XXII Concurs de castells de Tarragone (2008): 5 de 7, 4 de 8c, 4 de 7a (15)
- XXIII Concurs de castells de Tarragone (2010): 4 de 8, 2 de 7, 5 de 7 (11)

## Les Castellers de la Vila de Gràcia dans le monde
Représentations hors des Pays Catalans 
- Marseille (2001)
- Carcassonne (2002)
- Séville (2005)
- Montréal (2015)

Représentations au sein des Pays Catalans (hors de Catalogne)
- Pays Valencien
  - Algemesí (2003)
  - La Xara (Dénia) (2007)
  - L'Alcúdia (2009)
- Pyrénées-Orientales
  - Baho (1998) (1999)
  - Perpignan (2005)
- Îles Baléares
  - Sant Francesc, Formentera (2010)
  - Ville d'Ibiza, Ibiza (2010)

## LesCaps de Colla
Le Cap de Colla est le plus haut responsable technique des équipes de “castellers”.
| Nom                        | Période                         |
| -------------------------- | ------------------------------- |
| Joaquim Besaran i Alberich | novembre 1996-juin 1997         |
| Guillem Ortega i Tous      | 1997 (à partir du mois de juin) |
| Jordi Ràfols i Brasó       | 1998-2000-2001                  |
| Carles Capellades i Sesé   | 1999-2004-2005                  |
| Joan Font i Basté          | 2002-2003                       |
| Oriol Constantí i González | 2006-2007                       |
| Carles Gallardo i Prades   | 2008-2009                       |
| Aleix Vila i Fuertes       | 2010                            |

## Les présidents
| Nom                             | Périodes                        |
| ------------------------------- | ------------------------------- |
| Ramon Josep Serra i Ruiz "R.J." | novembre 1996-juin 1997         |
| David Palau i Garcia            | 1997 (à partir du mois de juin) |
| Josep Maria Porta i Palau       | 1998                            |
| Roger Gispert i Masó            | 1999-2000-2001-2004-2005        |
| Miquel Moret i Parera           | 2002-2003                       |
| Martí Urgell i Vidal            | 2006-2007                       |
| Miquel Sendra i Pons            | 2008-2009                       |
| Arnau Dòria i Cerezo            | 2010                            |

## Premiers châteaux réussis
| Château                     | Date                 | Journée                                           |
| --------------------------- | -------------------- | ------------------------------------------------- |
| 4 de 6                      | 4 mai 1997           | Présentation officielle                           |
| 3 de 6                      | 4 mai 1997           | Présentation officielle                           |
| 4 de 6 amb agulla           | 4 mai 1997           | Présentation officielle                           |
| 5 de 6                      | 21 septembre 1997    | La Mercè                                          |
| 3 de 6 par-dessous          | 16 août 1998         | Festa Major de Gràcia                             |
| pilier de 5 chargé          | 16 août 1998         | Festa Major de Gràcia                             |
| Pilier de 5                 | 18 octobre 1998      | Journée des équipes de 97                         |
| Pilier de 5 par-dessous     | 24 novembre 2002     | Journée des Castellers de Badalona                |
| 2 de 6 chargé               | 9 novembre 1997      | Journée des Castellers de Sant Andreu de la Barca |
| 2 de 6                      | 29 mars 1998         | Solidarité Enfants du Brésil                      |
| 6 de 6                      | 19 août 2000         | Veille de Festa Major de Gràcia                   |
| 4 de 7                      | 23 novembre 1997     | I journée de la Colla                             |
| 3 de 7 chargé.              | 29 novembre 1998     | Journée des Castellers de Badalona                |
| 3 de 7                      | 26 septembre 1999    | La Mercè                                          |
| 3 de 7 avec aiguille        | 25 avril 2010        | Journée de Saint Georges (Sitges)                 |
| 4 de 7 avec aiguille chargé | 22 novembre 1998     | II Journée de la Colla                            |
| 4 de 7 avec aiguille        | 16 mai 1999          | II Anniversaire de la Colla                       |
| 5 de 7                      | 25 septembre 2000    | La Mercè                                          |
| 3 de 7 par-dessous          | 19 août 2001         | Festa Major de Gràcia                             |
| 2 de 7 chargé               | 24 septembre de 2002 | La Mercè                                          |
| 2 de 7                      | 6 octobre 2002       | XIX Concours de châteaux de Tarragone             |
| 4 de 8 chargé               | 6 octobre 2002       | XIX Concours de châteaux de Tarragone             |
| 4 de 8                      | 17 août 2003         | Festa Major de Gràcia                             |
| 3 de 8 chargé               | 24 septembre 2010    | La Mercè                                          |